# Біличанський проїзд
Білича́нський прої́зд — зникла вулиця, що існувала в Жовтневому районі (нині — територія Святошинського району) міста Києві, місцевості Академмістечко, Святошин. Пролягав від Святошинської площі до Радгоспної вулиці.

## Історія
Проїзд виник у середині XX століття під такою ж назвою. Ліквідований 1977 року у зв'язку з переплануванням місцевості.